# René Toft Hansen
René Toft Hansen (Salling, Danska, 1. studenog 1984.) je danski rukometaš i nacionalni reprezentativac. Trenutno igra za danski Bjerringo-Silkeborg.  U danskoj reprezentaciji suigrač mu je brat Henrik Toft Hansen. Oboje tamo igraju na poziciji pivota.
Hansen je za Dansku debitirao 7. rujna 2005. te je s njome do sada osvojio svjetsko srebro (Švedska 2011.) i naslov europskog prvaka (Srbija 2012.).
S Danskom je 2013. godine osvojio srebro na svjetskom prvenstvu u Španjolskoj. Španjolska je u finalu doslovno ponizila Dansku pobijedivši s 35:19. Nikada nijedna momčad nije izgubila s toliko razlikom kao Danci čime je stvoren novi rekord u povijesti finala svjetskog rukometnog prvenstva.
Od posljednjih većih reprezentativnih uspjeha izdvajaju se osvajanje olimpijskog zlata u Riju 2016 te svjetskog naslova 2019. gdje je Danska bila jedan od suorganizatora.

## Vanjske poveznice
- Profil igrača[neaktivna poveznica]